# José I Absi
José I Absi SMSP (en árabe: يوسف عبسي‎, Youssef Absi, Damasco, 20 de junio de 1946) es un religioso greco-católico sirio, miembro de la Sociedad de los Misioneros de San Pablo, el cual fue elegido el 21 de junio de 2017 patriarca de Antioquía de la Iglesia greco-católica melquita por el santo sínodo de los obispos melquitas. 
El 22 de junio del mismo año, el papa Francisco ha reconocido su  elección en virtud de la comunión eclesiástica.

## Otras actividades
Desde 2001 es presidente de Caritas  (Commissione Commune de Bienfaisance (CCB)) en Siria. y con otros tres miembros desarrolla más de cuarenta proyectos en Damasco, Alepo y Al-Hasaka. 
Compuso «Ensemble de la Paix» para la hermana Marie Keyrouz, himno grabado para el CD Cantiques de L'Orient.